# ティファニーで朝食を
『ティファニーで朝食を』（ティファニーでちょうしょくを、原題： Breakfast at Tiffany’s）は、アメリカ合衆国の小説家トルーマン・カポーティによる中編小説。1958年に『エスクァイア』で発表後、ランダムハウスから出版された。ニューヨークを舞台に、自由奔放に生きる女性主人公を描く。1961年にオードリー・ヘプバーン主演でパラマウント映画によって映画化された。
題名は主人公の言う「ティファニーで朝食を食べるご身分」というたとえで、当時ニューヨーク5番街にあるティファニーは宝石店であり実際のレストランではなかったが、映画の影響を受け2017年にブランド初となるダイニングスペースがオープンした。

## あらすじ
1943年の秋、無名の語り手はホリー・ゴライトリーと友人になる。二人はマンハッタンのアッパー・イースト・サイドにある、ブラウンストーン造りのアパートメントの住人である。ホリー（18 - 19歳）はニューヨークのカフェ・ソサエティ・ガールとなった田舎娘である。
したがって、彼女は働かず、金持ち男性と交際することで生活している。彼らは彼女をクラブやレストランに連れて行き、現金や高価なプレゼントを与え、彼女は彼らの一人と結婚することを望む。
ホリーは厳選した私生活の逸話や、様々な物事への率直な視点で人々をぎょっとさせることを好む。1年の間に、彼女は徐々に自分自身のことを語り手に明かし、語り手は彼女の奇妙なライフスタイルにすっかり魅了されていることに気づく。

## 発表までの経緯
ルイジアナ州ニューオーリンズに生まれたカポーティは1940年代にニューヨークへ上京し、『ザ・ニューヨーカー』の下働きをしつつ作家志望として『ミリアム』など作品投稿を行う。1948年には『遠い声 遠い部屋』でデビューし、翌1949年には短編集を刊行している。『ティファニーで朝食を』は1955年ころから執筆を開始し、身辺事情や掲載予定の女性誌『ハーパーズ バザー』から掲載を拒否されるなど紆余曲折を経つつ、1958年に『エスクァイア』に発表された。

## モデル
主人公のホリーは、複数の実在する人物を混合したキャラクターだった。
社会階層についてホリーが見る夢はカポーティの母親、ホリーが抱く存在への不安はカポーティ自身のものである。カポーティの母親のリリー・メイはもともと妊娠中に息子を中絶しようとしており、出産後も息子を親戚に何ヶ月も預けて男性を次々と渡り歩いていた。5歳のカポーティはアラバマ州のおばの家に預けられたが、リリー・メイにとっては大都会へ逃げ出すチャンスであり、ニューヨークではニーナと名乗っていた。彼女はなんの前触れもなく現われ、カポーティに謝罪の言葉を並べてはまたニューヨークへ消えていく、というのを何度も繰り返していた。今度こそ本当に一緒よとカポーティに約束しても、ニーナは息子を部屋に閉じ込め、お金のために男に愛を売りに行った。それでもカポーティは幼すぎたため、母親をただ慕うばかりであった。
ホリーのそれらしく思える性格はカポーティが僕の白鳥と呼ぶマンハッタン社交界の友人たちから取られた。キャロル・グレイス（別名キャロル・マーカス）、デザイナーのグロリア・ヴァンダービルト、ウーナ・オニール・チャップリン、グロリア・ギネス (en:Gloria Guinness)、そしてベイブ・ペイリー (en:Babe Paley)である。
キャロルは生まれは貧しいが、幼いときに母親が大手家電メーカーBendixの社長と結婚したことで富裕層の仲間入りをした女性で、作家のウィリアム・サローヤン、その後俳優のウォルター・マッソーと結婚した。キャロルは回想録の中で「カポーティは『昔知ってた南部出身の女の子がいて、君とは全然似てないし、娼婦まがいのことをやっていたんだが、その子のことが大好きだった。その後の消息は全く知らないけど、あの子のことをずっと書きたいと思ってたんだ。あの子の身に起きたことを君に置き換えて君をホリー・ゴライトリーとして書くから、しばらく僕に付き合ってくれないか。』そして私たちは5番街へ行き、ドーナツを買ってティファニーの方向へ歩きました。」と記述している。
キャロルやグロリアや他の女性はカポーティにとって次々に入れ替わっているが、ベイブ・ペイリーは特別で、カポーティにとって彼女以上に重要な人物は存在しなかったと言われている。彼女はCBSを創設したウィリアム・サミュエル・ペイリー (en:William S. Paley) の妻であり、ニューヨークでこれ以上重要な妻というものは存在しなかった。カポーティは『ティファニーで朝食を』を書き始めるほんの数か月前にベイブと知り合っており、「あんな完璧な人は見たことがない」と述べた。ベイブ・ペイリーはアメリカのベスト・ドレッサーの1人に14回も選ばれており、大量の宝石は夫の銀行に預けてあり、どれかをつけたいときには夫の会社へ行けば受取りのためにリムジンと秘書が差し向けられた。また、100以上の引き出しのある迷宮のような衣裳部屋を持っていた。またベイブは常に手帳を手元に置いており、夫が満足したこと、がっかりしたことを書き留めており、夫を喜ばせることがベイブの最優先課題であった。まさにベイブはカポーティの母親（ベイブとカポーティが知り合う前年の1954年に亡くなっている）とホリーがなりたかったものの全てであった。しかしそれでもベイブは不幸であり、夫は彼女の友人たちなど大勢と公然と不倫をしており、ベイブはまるで囚われの身であったため、カポーティはホリー・ゴライトリーが小説ではそうならないようにしている。

## 主な日本語訳
2008年2月に村上春樹による新訳が新潮社で出版され話題になった。
- 『ティファニーで朝食を』龍口直太郎訳、新潮社、1960年。新潮文庫、1968年、改版1989年
- 『ティファニーで朝食を』村上春樹訳、新潮社。2008年2月。新潮文庫、2008年12月

## 映画
監督はブレイク・エドワーズ、主演はオードリー・ヘプバーン、共演はジョージ・ペパード。原作とは異なり、映画は主人公と語り手の作家の恋愛を中心に描いている。